# دومینیک ندجنگ
دومینیک ندجنگ (انگلیسی: Dominique Ndjeng؛ زادهٔ ۴ نوامبر ۱۹۸۰) بازیکن فوتبال اهل آلمان است.
از باشگاه‌هایی که در آن بازی کرده‌است می‌توان به باشگاه فوتبال روت وایس اهلن، باشگاه فوتبال اس‌سی فورتونا کلن، باشگاه فوتبال اسنابروک، و باشگاه فوتبال کلن اشاره کرد.